# Isla Mágica
Koordinaten: 37° 24′ 30″ N, 6° 0′ 1″ W
Isla Mágica ist ein saisonaler Freizeit- und Themenpark in Spanien, der 1997 in Sevilla eröffnet wurde und seit 2014 einen eigenen Wasserpark besitzt.

## Geschichte
Der im Jahr 1997 eröffnete Freizeitpark Isla Mágica befindet sich auf dem ehemaligen Gelände der Weltausstellung Expo 92 auf der Insel La Cartuja in der spanischen Stadt Sevilla. Mit dem Bau des Freizeitparks wurde bereits im Jahr 1995 begonnen. Zwei Jahre später war der Park fertiggestellt und konnte am 28. Juni 1997 von Juan Carlos I. offiziell eröffnet und eingeweiht werden.
Der Freizeitpark besteht aus sieben verschiedenen Themenbereichen, dazu gehören: Puerto de Indias, Puerta de América, La Guarida de los Piratas, El Dorado, La Fuente de la Juventud, Amazonia und der Agua Mágica – dort sind zahlreiche Attraktionen, Shows und Vorführungen, Veranstaltungen oder Fahrgeschäfte zu finden. Insgesamt bietet der Park rund 25 Fahrattraktionen an.
Der Freizeitpark Isla Mágica wurde zuletzt am 8. Januar 2013 von der spanischen Caixabank an die französische Freizeitpark-Kette Looping Group verkauft, die noch bis heute den Park betreibt.

## Attraktionen

### Achterbahnen
| Name              | Typ                       | Hersteller                   | Eröffnet      |
| ----------------- | ------------------------- | ---------------------------- | ------------- |
| El Tren de Potosí | Junior Coaster            | C & S                        | 1997          |
| Jaguar            | Suspended Looping Coaster | Vekoma                       | 1997          |
| Unbekannt         | Holzachterbahn            | Great Coasters International | 2026 (im Bau) |

### Wasserattraktionen
| Name                | Typ                   | Hersteller     | Eröffnet |
| ------------------- | --------------------- | -------------- | -------- |
| Anaconda            | Wildwasserbahn        | Mack Rides     | 1997     |
| El Caimán Bailón    | Kinder-Wildwasserbahn | Zamperla Rides | 1997     |
| Iguazú              | Spillwater            | Intamin AG     | 1997     |
| La Travesía         | Bootsfahrt            | Cubic-Z        | 1997     |
| Los Bucaneros       | Splash Battle         | SBF Visa Group | 2011     |
| Rapidos del Orinoco | Rapid River           | Intamin AG     | 1997     |

### Weitere Attraktionen
| Name                  | Typ                     | Hersteller     | Eröffnet |
| --------------------- | ----------------------- | -------------- | -------- |
| Capitán Balas         | Darkride                | Mack Rides     | 2007     |
| Carrusel Mágico       | Nostalgiekarussell      | Peter Petz     | 1997     |
| Crisálida             | Kinder-Flugkarussell    | Zamperla Rides | 1997     |
| Dimensión 4           | 4D-Kino                 | 3DBA           | 2006     |
| El Desafío            | Power Tower             | Maurer Söhne   | 2001     |
| El Vuelo del Halcón   | Kettenkarussell         | Zamperla Rides | 1998     |
| La Rana Saltarina     | Familien-Freifallturm   | Zamperla Rides | 2001     |
| Las Llamas            | Schienenreitbahn        | C & S          | 2006     |
| Los Toneles           | Kaffeetassenfahrt       | Zamperla Rides | 1997     |
| Navío Barbarroja      | Schiffschaukel          | SBF Visa Group | 2010     |
| Rueda Primavera       | Kinder-Riesenrad        | Zamperla Rides | 1997     |
| Sapo Saltón           | Jump Around             | Zamperla Rides | 2009     |
| Topetazú              | Autoscooter             | Zamperla Rides | 2001     |
| Tutti Frutti          | Spielplatz mit Rutschen |                | 1997     |
| Zum-Zum: Las Abejitas | Monorail                | SBF Visa Group | 2012     |

## Galerie

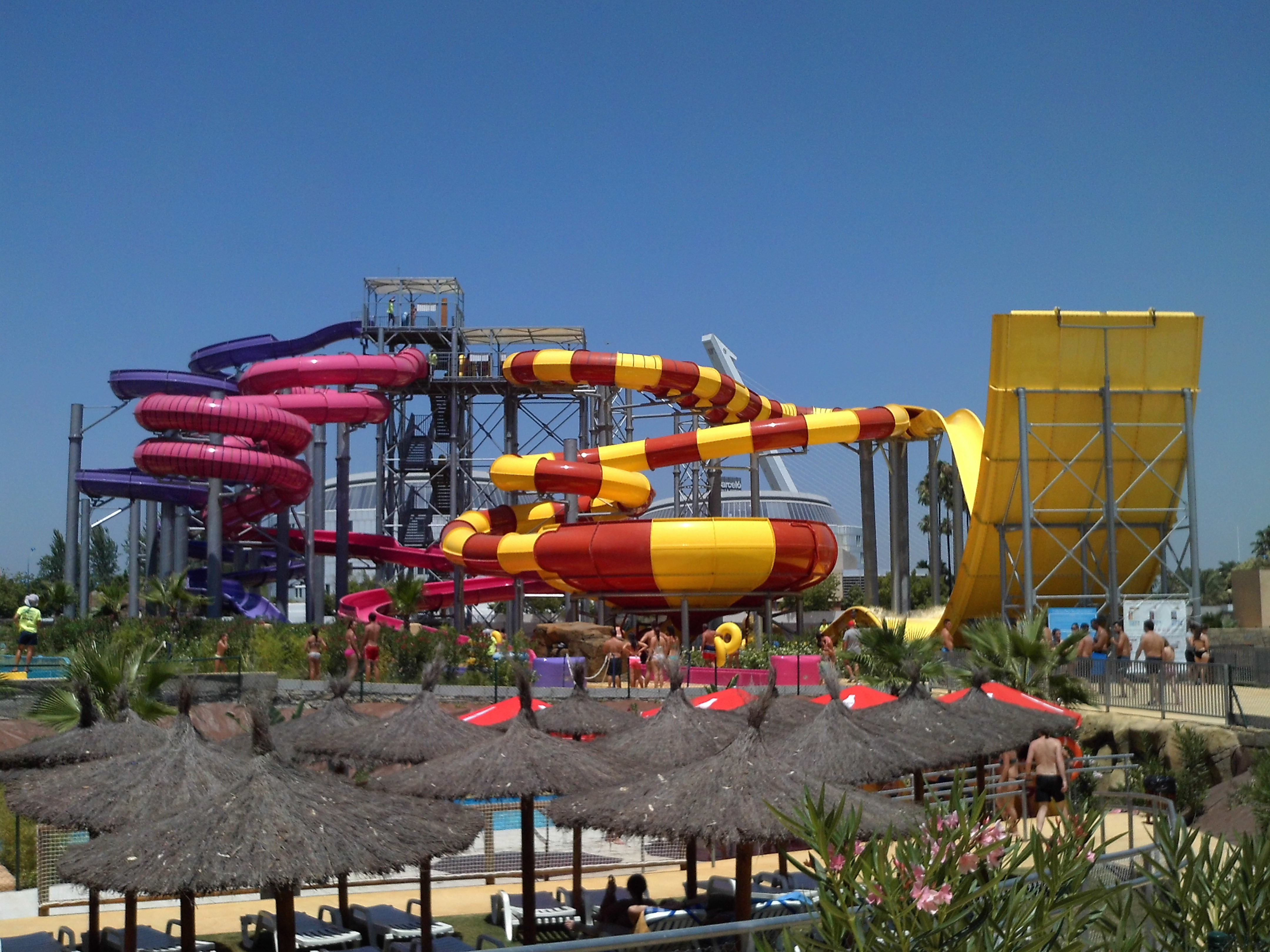
Isla de Toboganes
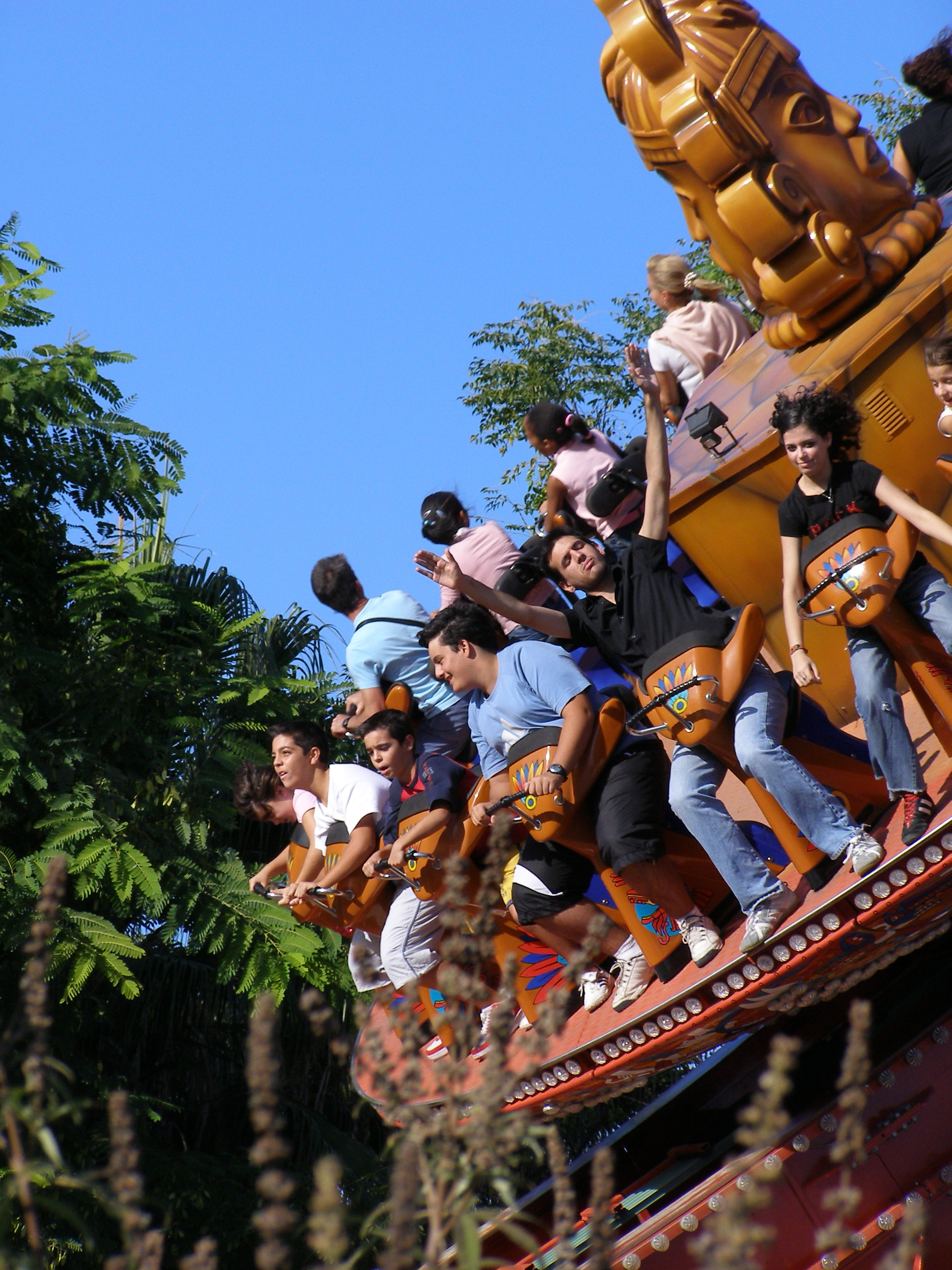
Ciklón
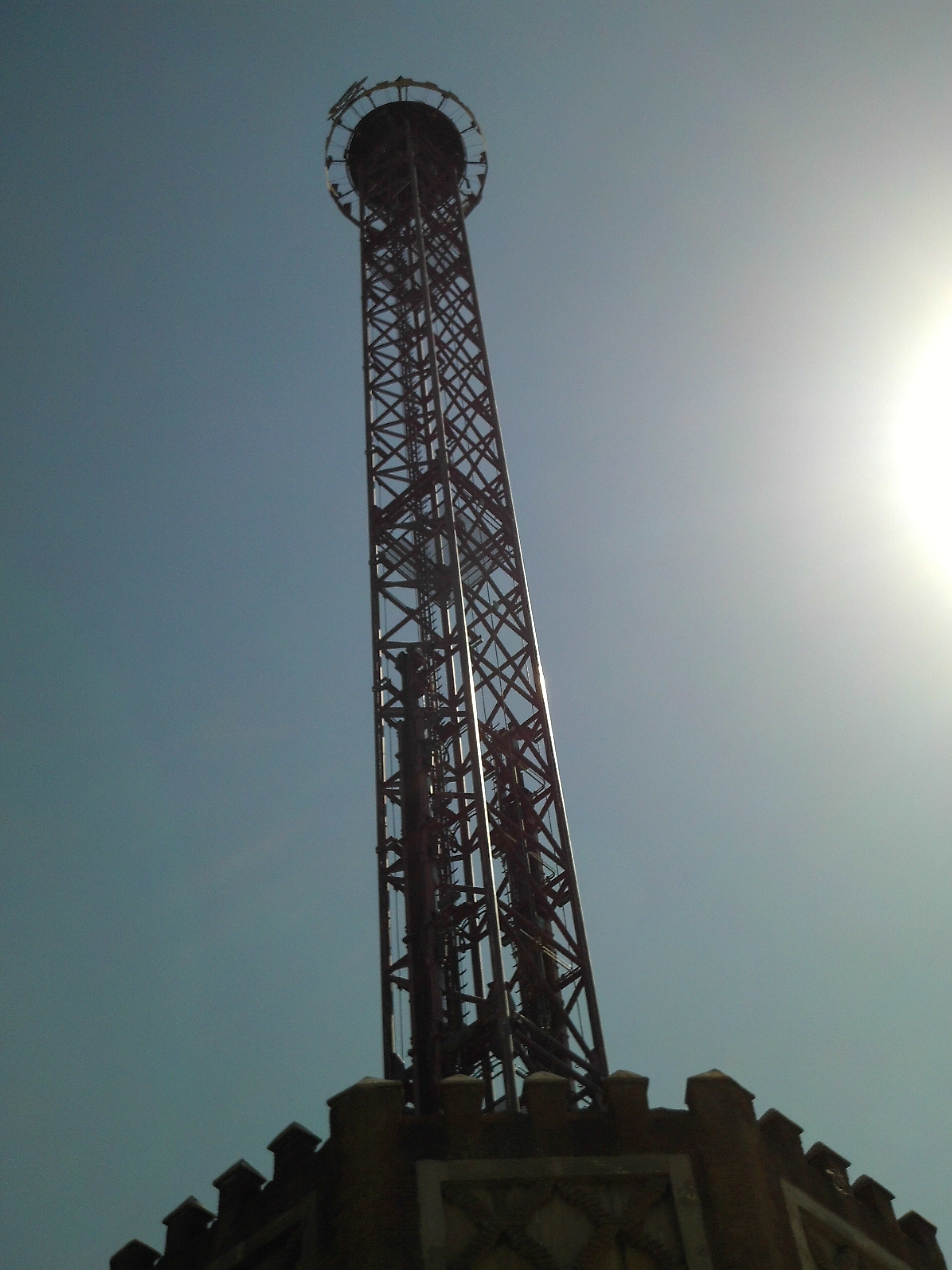
El Desafío
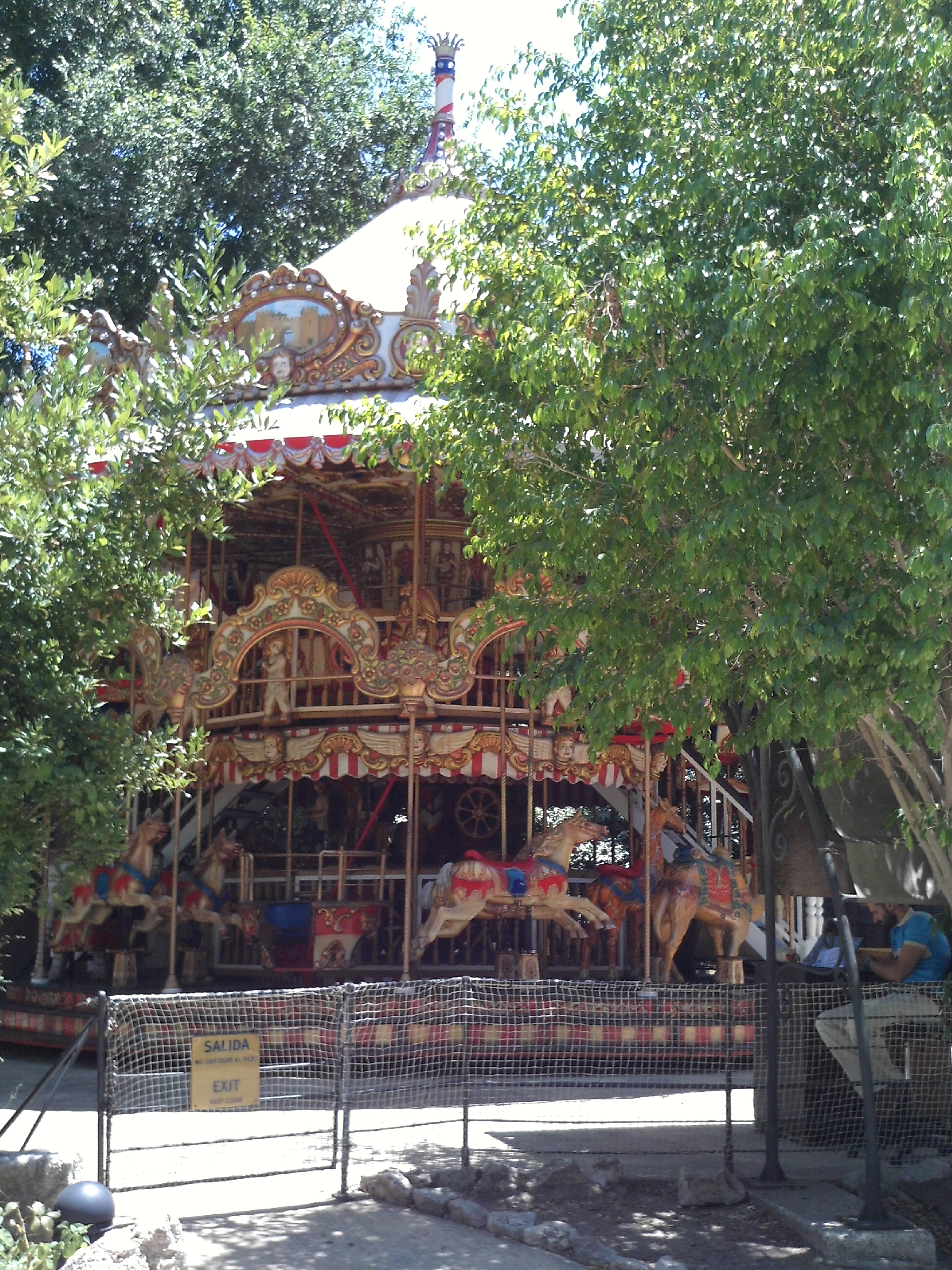
Carrusel Mágico
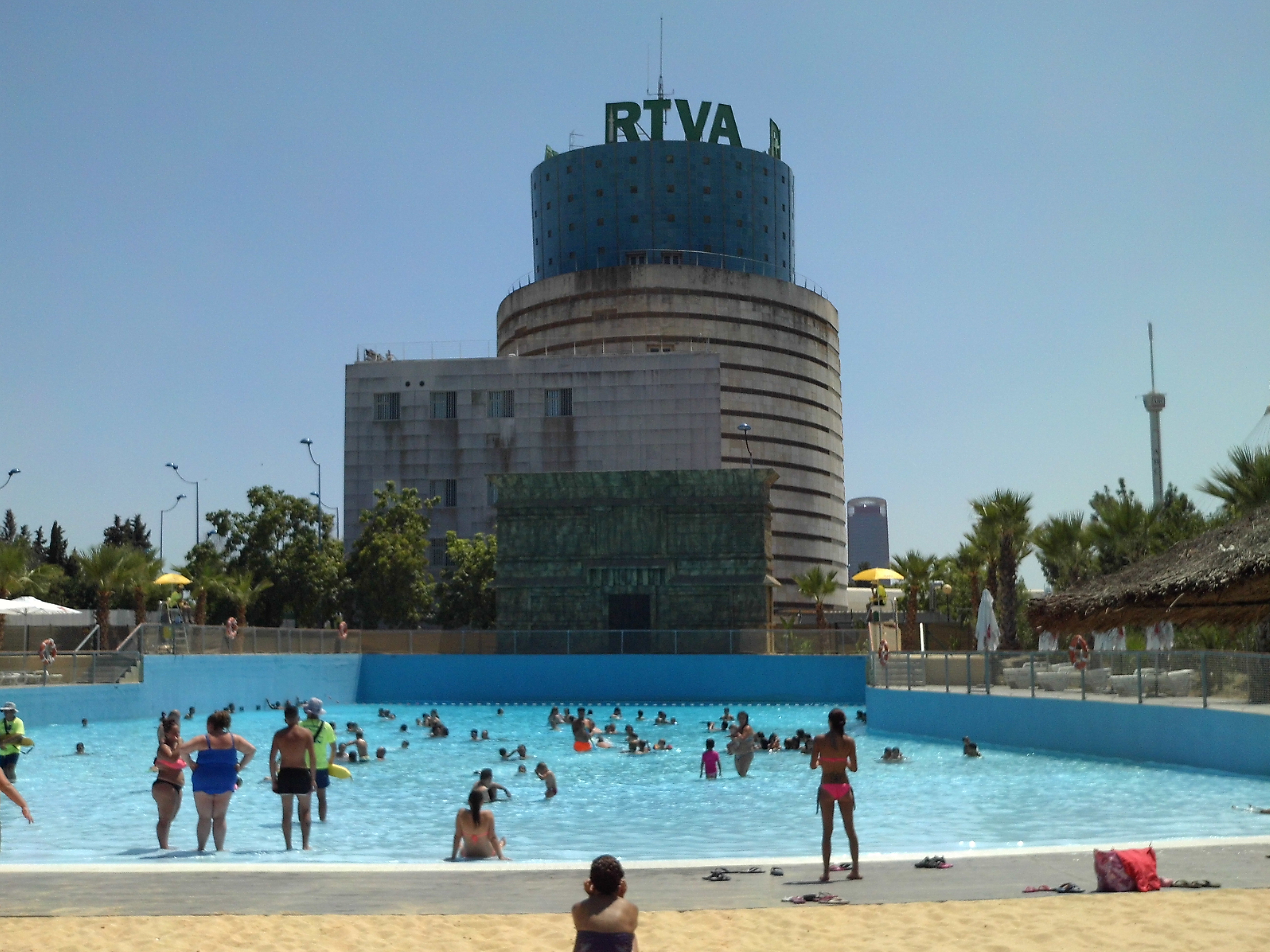
Playa Quetzal

## Wasserpark Agua Mágica
Im Juli 2014 eröffnete der Freizeitpark Isla Mágica seinen neuen parkeigenen Wasserpark auf dem Parkgelände namens Agua Mágica. Der Betreiber des Freizeitparks, die französische Looping Group, investierte rund ein Jahr nach dem Kauf des Freizeitparks eine weitere Investitionssumme in Höhe von 6,5 Millionen Euro für den Bau eines parkeigenen Wasserparks auf dem Freizeitparkgelände. Auf einer 20.000 m² großen Fläche entstand ein neuer in acht Bereichen aufgeteilter Wasserpark im Außenbereich, der u. a. mit einer Größe von rund 1.800 m² aus eines der größten Wellenbecken „Playa Quetzal“ in Europa besteht, sowie mehrere Röhrenrutschen „Isla de Toboganes“ und einen Lazy River „Río Lento“ besitzt und ein Planschbecken mit Rutschen „Mini Paraíso“ auch für Kinder bereithält. Als Neuheit 2017 kam ein neues 800 m² großes Areal „El Arrecife“ hinzu, das in drei Bereichen aufgeteilt ist und das u. a. aus einem großen Schwimmerbecken, ein Kiosk und ein Spielplatz besteht.